# Sheksta
Zulu Sheksta — відомий український виконавець в жанрі хіп-хоп з міста Стрий, Львівської області. Колишній учасник західного об'єднання «Zахідна Коаліція». Sheksta виконує багато пісень англійською мовою і більше орієнтується на західного споживача. В 2008 році стає учасником Universal Zulu Nation. Нині співпрацює з DJ Shon, з яким познайомився 2003-го. В команді з ним випустив три повноцінних EP: «Guerilla Vol.1» у 2003-му, «We Do For Hip Hop» в 2011 і «Ex Thoughts» у 2013. Нині окрім репу займається бітмейкінгом.

## Дискографія
| Назва               | Рік  | Виконавці              |
| ------------------- | ---- | ---------------------- |
| «Guerilla Vol.1»    | 2003 | Zulu Sheksta           |
| «We Do For Hip Hop» | 2011 | Zulu Sheksta і DJ Shon |
| «Ex Thoughts»       | 2013 | Zulu Sheksta і DJ Shon |

## Див.також
- Список україномовних реперів
- Український хіп-хоп